# Atlantico
Ne doit pas être confondu avec Atlántico.
Pour les articles homonymes, voir Atlantico (homonymie).
Atlantico est un site d'information français de type pure player, uniquement disponible sur Internet, ouvert le 28 février 2011, classé à droite et parfois catégorisé comme néo-conservateur. Son nom est un mot-valise formé à partir des titres des sites américains The Atlantic et Politico.
Orienté « grand public », il se donne pour but d'être un « facilitateur d'accès à l'information », une « plateforme d’aiguillage vers une information fiable et adaptée aux nouveaux modes de consommation de l’information sur Internet » selon Jean-Sébastien Ferjou, l'un des fondateurs du site et actuel directeur de la publication[source secondaire nécessaire].

## Structure
Le site est construit sur un modèle inspiré de The Daily Beast ou de Business Insider. Il propose chaque jour une sélection d'articles (« dix pépites du Web »), des décryptages de l'actualité, un fil de dépêches et des sujets people (« Atlantico Light »).
La gestion du site est assurée par une équipe d'une quinzaine de journalistes, qui font appel à des experts ou éditorialistes, pour un total de plus de 2 500 contributeurs. Atlantico veut jouer un rôle d'agrégateur web : « Si quelque chose est bien traité par ailleurs, pourquoi le refaire ? Autant mettre le lien ».
Pour son lancement, le site a mobilisé un million d'euros. Les actionnaires initiaux sont les cofondateurs (Jean-Sébastien Ferjou (ex-LCI), Pierre Guyot (ex-RTL et Europe 1, lauréat en 2008 du Prix de la Commission européenne Lorenzo Natali pour le journalisme), Loïc Rouvin (ex-DG de Societe.com) et Igor Daguier ainsi que la holding d'investisseurs Free Minds, parmi lesquels figurent Charles Beigbeder, Marc Simoncini (fondateur de Meetic), Xavier Niel (fondateur de Free et actionnaire minoritaire du Monde) et Arnaud Dassier (fondateur de l'agence de communication L'Enchanteur des médias, qui a animé la campagne politique présidentielle de Nicolas Sarkozy sur le Web en 2007).
En septembre 2012, le site annonce une levée de fonds d'un montant de 2,075 millions d'euros auprès notamment de Gérard Lignac, ancien président de France Est Médias. Ce tour de table va permettre au site de développer des produits payants ; enquêtes et pamphlets sous la forme de mini-livres numériques de 30 à 50 pages ; digests de livres en partenariat avec la maison d'édition Eyrolles.
Le conseil de surveillance du site compte six personnes, dont Gérard Lignac, Christian de Villeneuve (ancien directeur de la rédaction du Parisien, du Journal du dimanche — propriété de Lagardère Active — et de France-Soir), et Mathieu Laine (avocat et essayiste).

## Audience
Le site se donnait pour objectif d'atteindre 600 000 visiteurs uniques par mois en un an. En mai 2011, il enregistre un million de visiteurs uniques, nettement en avance sur son agenda. De même, un an après son lancement, le site annonce une audience de 1,168 million d'utilisateurs uniques. En juillet 2012, Atlantico réalise un nouveau record d'audience avec 1,258 million de visiteurs uniques (données Médiamétrie - Netratings) faisant de lui le premier pure player indépendant en France (les sites plus fréquentés étant filiale d'un site étranger ou propriétés d'hebdomadaires imprimés).
Par ailleurs, en octobre 2012, il figure parmi les sites les plus présents sur Google News selon le classement établi par l'agence Résonéo et publié par Le Journal du Net. En janvier 2014, le site aurait enregistré 3,5 millions de visiteurs uniques selon Google Analytics, et les chiffres de mars 2014 approchent les 4 millions. En 2015, un nouveau classement établi par la société Ozea, du groupe Résonéo, classe Atlantico au 39e rang des sites les mieux référencés sur Google News, devant The Huffington Post (74e position) et le site Slate (94e position).
Le 14 mai 2014, Atlantico lance une version payante avec un abonnement à 4,90 euros par mois, sans restriction sur le nombre d'articles lus.

## Orientation politique
Atlantico est décrit comme étant « de droite »,, et néo-conservateur.
En juillet 2017, Les Inrocks compare Atlantico à Causeur : les deux sites occupent le même créneau de la critique du « politiquement correct » ; l'objectif serait de séduire un public « de plus en plus à droite », ce qui favorise « de nombreux dérapages ». Cette orientation politique plus affirmée qu'auparavant pousse au départ certains collaborateurs comme l'historien Nicolas Lebourg qui refuse d'accorder au site des interviews depuis que le journaliste Benoît Rayski y a publié un texte « effroyablement raciste » (selon les termes de N. Lebourg) à propos de la ministre Fleur Pellerin.
Selon Le Monde, en avril 2017 : « Le destin d’Atlantico est intéressant car il tente une voie hybride : libéral et classé à droite. Moins engagé et tranché qu’un média comme Valeurs actuelles, il n’a pas non plus l’image d’un site de révélations comme Mediapart. »
En 2016, Libération souligne l'orientation catholique du site qui présente de nombreux articles sur la papauté.
En 2014, le politologue Julien Giry qualifie le site de « très droitier ».
En 2011 dès la création du site, Télérama soulignait la forte représentation dans ce site néo-conservateur d'« experts » politiquement marqués comme Gérard de Villiers, — « ancien de la presse d'extrême-droite », la démographe Michèle Tribalat, —connue pour ses analyses du « poids de l'immigration » en France, la journaliste et historienne des idées Chantal Delsol, — épouse de l'homme politique Charles Millon.
Jean-Sébastien Ferjou, directeur de publication d'Atlantico, rejette, en 2011, l'étiquette de néo-conservateur en précisant que le nom du site ne témoigne pas d'un atlantisme pro-américain. Il déclare également que pour lui « libéralisme et capitalisme ne sont pas des gros mots ».

## Financement
Le site était initialement intégralement gratuit, avec un modèle de revenu fondé sur les revenus publicitaires et 149 590 euros de subventions directes de l'État pour l'année 2014. À partir de 2014, le site devient payant pour un accès illimité, l'accès gratuit étant limité à un nombre donné d'articles par lecteur.

## Enquêtes
Atlantico révèle en avril 2013 l'existence d'un panneau dans le local du Syndicat de la magistrature intitulé le « mur des cons », sur lequel sont affichés les photos d'hommes politiques, intellectuels et journalistes. Les réactions sont nombreuses de la part des responsables politiques et la révélation de ce mur crée de forts remous au sein du Syndicat de la magistrature. Atlantico s'est aussi illustré en mai 2012 avec ses révélations sur l'affaire DSK[réf. nécessaire].

## Controverses
Benoît Rayski, collaborateur du site Atlantico, est connu pour y avoir publié à plusieurs reprises des propos discriminatoires et racistes. Lui-même se revendique « islamophobe décomplexé ».
Atlantico publie un article sur Mein Kampf de Hitler ; pratiquant l'amalgame, il assimile l'islam au nazisme, en 2015.
En février 2014, Atlantico révèle que Patrick Buisson, l'ancien conseiller du président de la République Nicolas Sarkozy enregistrait ce dernier à son insu. La justice condamne le directeur d'Atlantico Jean-Sébastien Ferjou qui doit retirer les enregistrements de son site en mars 2014. Les relations entre Jean-Sébastien Ferjou et Patrick Buisson ont été relevées par certains journalistes mais Jean-Sébastien Ferjou a indiqué avoir pris ses distances en 2013 avec l'ancien conseiller de Nicolas Sarkozy après avoir eu conscience du « visage sombre » du conseiller maurassien.
En avril 2017, Atlantico affirme à tort que le candidat à l'élection présidentielle Jean-Luc Mélenchon disposerait d'un jet privé en se basant sur le site d'information parodique Le Gorafi,.